# Херта Милер
Херта Милер (Ничидорф, 17. август 1953) немачка је књижевница. Добитница је Нобелове награде за књижевност 2009. године, за своја дела о животу у Румунији, Источној Европи након Другог светског рата, прогонима немачке мањине у румунском делу Баната, као и својим есејима последицама рата и свог избеглиштва у Немачкој.
Милер је позната по својим делима који приказују последице насиља, окрутности и терора, обично у окружењу Социјалистичке Републике Румуније под репресивним режимом Николаеа Чаушескуа, што је и сама искусила. Многа њена дела су испричана из угла немачке мањине у Румунији и такође су приказ савремене историје Немаца у Банату и Трансилванији.
Милер је до данас добила више од двадесет награда, укључујући Клајстову награду (1994), награду Аристејон (1995), Међународну Даблинску књижевну награду (1998) и награду Франц Верфел за људска права (2009). Шведска академија је 8. октобра 2009. објавила да јој је додељена Нобелова награда за књижевност, описујући је као жену „која, концентрацијом поезије и искреношћу прозе, осликава пејзаж лишених”.

## Биографија
Милер је рођена у породици банатских швапских католика фармера у Ницкидорфу до 1980-их, селу немачког говорног подручја у румунском Банату у југозападној Румунији, до 1920. у саставу Краљевине Мађарске. Њена породица је била део немачке мањине у Румунији, а пре 1920. део немачке мањине у Краљевини Мађарској. Њен деда је био богат фармер и трговац, али му је имовину конфисковао комунистички режим. Њен отац је био припадник Вафен-СС током Другог светског рата и зарађивао је као возач камиона у комунистичкој Румунији. Године 1945. њена мајка, рођена 1928. као Катарина Гион, која је тада имала 17 година, била је међу 100.000 припадника немачке мањине депортованих у логоре за принудни рад у Совјетском Савезу, из којих је пуштена 1950. Њен матерњи језик је немачки; румунски је научила тек у гимназији. Завршила је средњу школу Николаус Ленау пре него што је постала студент германистике и румунске књижевности на Западном универзитету у Темишвару.Након завршене матуре, студирала је германистику и румунску књижевност на универзитету у Темишвару. Од 1976. године радила је као преводилац у једној фабрици, из које је избачена, због одбијања сарадње са румунском тајном службом Секуритатеа.
Њена прва књига, Niederungen (Надирс), објављена је у Румунији на немачком језику 1982. године, а добила је награду Централног комитета Савеза комунистичке омладине . Књига је била о дечјем погледу на немачко-културни Банат. Неки чланови банатске швапске заједнице критиковали су Милерову да је „прљала сопствено порекло” својим несимпатичним приказом сеоског живота. Милер је био члан Актионсгруппе Банат, групе писаца немачког говорног подручја у Румунији који су подржавали слободу говора због цензуре са којом су се суочавали под владом Николаеа Чаушескуа, а њена дела баве се овим питањима. Раду Тину, службеник Секуритатеа задужен за њен случај, негира да је икада претрпела било какав прогон, тврдњи којој се супротставља Милериној верзија њеног (текућег) прогона у чланку објављеном у њемачком недјељнику Die Zeit у јулу 2009.
Након што јој је одбијена дозвола да емигрира у Западну Немачку 1985. године, Милер је коначно дозвољено да оде заједно са својим тадашњим мужем, романописцем Рихардом Вагнером, 1987. године, и настанили су се у Западном Берлину, где обоје и даље живе. Наредних година држала је предавања на универзитетима у Немачкој и иностранству. Милер је 1995. године изабрана за члана Deutsche Akademie für Sprache und Dichtungг, а затим су уследиле и друге академске и почасне функције. Године 1997. повукла се из немачког ПЕН центра у знак протеста због спајања са огранком бивше Демократске Републике Немачке. У јулу 2008, Милер је послала критичко отворено писмо тадашњем председнику Румунског културног института као реакцију на моралну и финансијску подршку коју је институт пружио двојици бивших обавештајаца Секуритатеа који су учествовали на Румунско-немачкој летњој школи.
Критичар Денис Шек је описао како је посетио књижевницу у њеној кући у Берлину и видео да је њен сто садржи фиоку пуну појединачних слова исечених из новина које је у потпуности уништила током процеса. Схвативши да је она користила писма за писање текстова, он је осетио да је „ушао у радионицу правог песника“.
Године 2009. Милер је остварила највећи међународни успех у каријери. Њен роман Atemschaukel (објављен на енглеском као Анђео глади) номинован је за Deutscher Buchpreis (Немачка књижевна награда) и освојио је награду Франц Верфел за људска права. У овој књизи Милер описује пут младића који је послат гулаг у Совјетском Савезу, што је била судбина многих Немаца у Трансилванији после Другог светског рата. Инспирисана је искуством песника Оскара Пастиора, чија је сећања бележила, као и оним што се догодило њеној мајци.
Октобра 2009. Шведска академија је објавила одлуку да те године додели Нобелову награду за књижевност Херти Милер „који, уз концентрацију поезије и искрености прозе, осликава пејзаж лишених”. Академија је упоредила њен стил и употребу немачког, као језика мањине, са радом Франца Кафке и истакла је утицај Кафке на Милер. Награда се поклопила са 20. годишњицом пада комунизма. Михаел Кругер, директор издавачке куће у којој објављује Херта Милер, рекао је: „Додељивањем награде Херти Милер, која је одрасла у мањини која говори немачки у Румунији, комитет је одао признање аутору који одбија да дозволи да нехумана страна живота у комунизму буде заборављена.
Милер је 2012. прокоментарисала доделу Нобелове награде Мо Јен рекавши да је Шведска академија очигледно изабрала аутора који „слави цензуру“.
Дана 6. јула 2020. сада непостојећи налог на Твитеру објавио је лажну вест о смрти Херте Милер, што је њен издавач одмах демантовао.
Херта Милер је написала предговор за прву публикацију поезије Лиу Сја, супруге затвореног добитника Нобелове награде за мир Лиу Сјаобоа, 2015. Она је такође превела и прочитала неколико песама Лиу Сја 2014. Четврто гдецембра 2017, кинески дисидент Лиао Јиву је на Фејсбуку поставио фотографију писма Херти Милер од Лиу Сја у облику песме, где је Лиу Сја рекла да луди због свог усамљеничког живота.
Иако је Милер изнела мало података о конкретним људима или књигама који су утицали на њу, она је истакла значај универзитетских студија немачке и румунске књижевности, а посебно контраста између два језика. „Два језика“, наводила је, „различито гледају чак и на биљке и имају различите обичаје. Румунска народна музика је била још један утицај: „Када сам први пут чула Марију Танасе, звучала ми је невероватно, то је било први пут да сам заиста осетила шта значи фолклор. Румунска народна музика је повезана са постојањем на веома смислен начин.“

## Награде
- 1984: Књижевна награда Аспекте
- 1987: Награда Ричард Хух
- 1990: Награда Росвита
- 1997: Књижевна награда града Граца
- 2009: Нобелова награда за књижевност[29]

## Дела
- Niederungen, кратке приче, цензурисана верзија објављена је у Букурешту, 1982; нецензурисана верзија објављена у Немачкој, 1984. Преведена као Nadirs, Sieglinde Lug (University of Nebraska Press, 1999)[30]
- Drückender Tango (енг. Oppressive Tango), кратке приче, Букурешт, 1984
- Der Mensch ist ein großer Fasan auf der Welt, Берлин, 1986. Преведена као The Passport by Martin Chalmers (Serpent's Tail, 1989)
- Barfüßiger Februar (Barefoot February), Берлин, 1987.
- Reisende auf einem Bein, Берлин, 1989. Преведена као Traveling on One Leg, преводио Valentina Glajar и Andre Lefevere (Hydra Books/Northwestern University Press, 1998)[31]
- Der Teufel sitzt im Spiegel (The Devil is Sitting in the Mirror), Берлин, 1991.
- Der Fuchs war damals schon der Jäger, Reinbek bei Hamburg, 1992. Преведена као The Fox Was Ever the Hunter, преводилац Филип Боем (2016)
- Eine warme Kartoffel ist ein warmes Bett (A Warm Potato Is a Warm Bed), Hamburg, 1992.
- Der Wächter nimmt seinen Kamm (The Guard Takes His Comb), Reinbek bei Hamburg, 1993.
- Angekommen wie nicht da (Arrived As If Not There), Lichtenfels, 1994.
- Herztier, Reinbek bei Hamburg, 1994. Преведена као The Land of Green Plums by Michael Hofmann (Metropolitan Books/Henry Holt & Company, 1996). Рецензирана у New York Times[32]
- Hunger und Seide (Hunger and Silk), есеји, Reinbek bei Hamburg, 1995.
- In der Falle (In a Trap), Göttingen 1996.
- Heute wär ich mir lieber nicht begegnet, Reinbek bei Hamburg, 1997. Преведена као The Appointment од стране Michael Hulse и Филипа Боема (Metropolitan Books/Picador, 2001)
- Der fremde Blick oder Das Leben ist ein Furz in der Laterne (The Foreign View, or Life Is a Fart in a Lantern), Göttingen, 1999
- Heimat ist das, was gesprochen wird (Home Is What Is Spoken There), Blieskastel, 2001.
- A Good Person Is Worth as Much as a Piece of Bread, foreword to Kent Klich's Children of Ceausescu, издавач Journal, 2001 и Umbrage Editions, 2001.
- Der König verneigt sich und tötet (The King Bows and Kills), есеји, Минхен, 2003.
- Atemschaukel, Минхен, 2009. Преведена као The Hunger Angel од стране Филипа Боема (Metropolitan Books, 2012)[33]
- Immer derselbe Schnee und immer derselbe Onkel, 2011.